# 陶丰
陶丰（1971年8月28日—），英文名Feng "Franklin" Tao，是一名化学工程师，自2014年起在堪萨斯大学任米勒副教授。其主要研究领域为多相催化、能源化学、纳米科学和表面科学。他在国际期刊上发表了180多篇论文。他因研究化学催化程序而获得国家科学基金会职业奖，并于2013年成为英国皇家化学学会会士。
陶丰曾任职于《化学学会评论》和《催化科学与技术》的顾问委员会。

## 教育
陶丰在普林斯顿大学获得了物理化学领域的博士学位，随后在加州大学伯克利分校做催化方面的博士后研究。

## 研究与事业
陶丰进行了反应环境中材料化学和结构的原位研究，进而研究了在高压气相下用X射线吸收光谱跟踪高温液体中催化剂纳米颗粒的反应器。
陶丰的职业生涯始于圣母大学的助理教授。在堪萨斯大学任职期间，他成为了化学与石油工程和化学系的米勒副教授，并担任了化学与能源转化纳米催化实验室主任。

## 联邦起诉
2019年，美国司法部起诉陶丰“未能披露与中国大学的利益冲突”，这是其中国行动计划第一案。一名合著者出于报复，向FBI举报陶丰涉嫌间谍活动，并提供了伪造的证据，司法部所使用的证据是举报之后获得的。基于这些证据，FBI获得了搜查令。随后陶丰被起诉，因为在其电子邮件中发现了一份在中国任教的合同，而不是因为涉嫌间谍活动。陶丰及其律师反驳了这些指控，称陶丰既没有签署该合同，也没有接受该合同。通过GoFundMe募捐和家人的贷款，陶丰及其家人筹集了“数十万美元”来打官司。
2022年4月7日，陶丰因未在利益冲突表格上披露该合同，而被陪审团认定“三项电信欺诈和一项虚假陈述罪行”。
2022年9月20日，一名联邦法官驳回了三项电信欺诈罪名，保留了一项在表格上做虚假陈述的罪名。法官裁定，检察官没有提供足够的证据，来证明电信欺诈罪行。
2023年1月18日，法官在宣判量刑时说“此案件并非间谍案”、检方无法提供任何证据来证明陶丰从中国获得了报酬；陶丰被判假释两年，不用重新入狱，之前入狱的一周和在家软禁的时间可以抵扣刑期。同时，法官也表示陶丰在被逮捕后的三年间，尽管已被堪萨斯大学判处行政离职、被禁止前往校园，但仍然在家从事科研工作、发表了16篇论文和一部著作，他的高产体现了“他仍在对社会继续贡献价值”。

## 个人生活
陶丰的妻子彭红（音）是放射科医生。

## 奖项与荣誉
- 2018年，贝娄学者奖（Bellow Scholar Award）[來源請求]
- 2017年，美国科学促进会会士[11]
- 2014年，米勒研究奖（Miller Research Award）[23]
- 2014年，国家科学基金会职业奖（英语：National Science Foundation CAREER Award）[來源請求]
- 2013年，英国皇家化学学会会士[來源請求]
- 2012年，美国真空协会（英语：American Vacuum Society）保罗·霍洛威奖[24]
- 2011年，格哈德·埃特尔青年研究者奖决赛奖[來源請求]
- 2010年，尤金·维格纳奖学金[來源請求]
- 2007年，国际纯化学和应用化学联合会青年化学家奖[24]